# نرم افزار حسابداری آنلاین
نرم‌افزار حسابداری آنلاین نوعی نرم‌افزار به عنوان سرویس اجاره نرم‌افزار (SaaS) است که برای مدیریت فرآیندهای مالی و حسابداری کسب‌وکارها از طریق اینترنت طراحی شده‌است. این نرم‌افزارها امکان دسترسی به اطلاعات مالی را از هر مکان و با هر دستگاه متصل به اینترنت، بدون نیاز به نصب روی سیستم‌های محلی، فراهم می‌کنند. برخلاف نرم‌افزار حسابداری سنتی، نرم‌افزارهای حسابداری آنلاین معمولاً با مدل اشتراک ماهیانه یا سالیانه ارائه می‌شوند و به دلیل انعطاف‌پذیری و هزینه‌های پایین‌تر، به‌ویژه در میان کسب‌وکارهای کوچک و متوسط (SMEها) محبوبیت یافته‌اند. این نرم‌افزارها زیرمجموعه‌ای از حسابداری الکترونیک هستند، اما تمرکز آنها بر ارائه خدمات مبتنی بر ابر و دسترسی آنلاین است، برخلاف نرم‌افزارهای نصب‌شونده یا فرآیندهای دیجیتال گسترده‌تر حسابداری الکترونیک.

## تاریخچه
حسابداری از قرن پانزدهم با سیستم دفترداری دوطرفه، که توسط لوکا پاچیولی توسعه یافت، آغاز شد. با ظهور رایانه‌ها در دهه ۱۹۵۰، نرم‌افزارهای حسابداری اولیه مانند ACC در ایران (۱۳۶۸) با زبان‌هایی مانند Foxbase توسعه یافتند. در دهه ۱۹۹۰، نرم‌افزارهای نصب‌شونده مانند QuickBooks و Sage بازار جهانی را تسخیر کردند. نقطه عطف حسابداری آنلاین با گسترش نرم‌افزار به عنوان سرویس اجاره نرم‌افزار (SaaS) در اوایل دهه ۲۰۰۰ رخ داد، زمانی که شرکت‌هایی مانند Xero و Intuit نرم‌افزارهای ابری را معرفی کردند. در ایران، از اوایل دهه ۱۳۹۰، نرم‌افزارهای بومی مانند نرم افزار حسابداری آنلاین چرتکه و نرم افزار حسابداری آنلاین حسابفا با هدف انطباق با قوانین مالیاتی محلی (مانند سامانه مودیان) و پاسخ به نیازهای کسب‌وکارهای ایرانی توسعه یافتند. تا سال ۱۴۰۳، حدود ۶۰٪ کسب‌وکارهای کوچک ایرانی از نرم‌افزارهای حسابداری آنلاین استفاده می‌کردند. در سطح جهانی، بازار حسابداری ابری تا سال ۲۰۲۴ به ارزش ۵.۳ میلیارد دلار رسید.

## مزایا و معایب

### مزایا
نرم‌افزارهای حسابداری آنلاین ویژگی‌های زیر را ارائه می‌دهند:
- دسترسی جهانی: دسترسی از هر دستگاه متصل به اینترنت.[۹]
- مقیاس‌پذیری: افزودن کاربران یا ماژول‌ها بدون نیاز به زیرساخت جدید.[۱۰]
- به‌روزرسانی خودکار: بهبود مستمر سیستم توسط ارائه‌دهنده.[۱۱]
- هزینه مقرون‌به‌صرفه: حذف هزینه‌های اولیه مانند سرور یا لایسنس.[۱۲]
- یکپارچگی: اتصال به سیستم‌هایی مانند برنامه‌ریزی منابع سازمانی (ERP) یا درگاه‌های پرداخت.[۱۳]

### معایب
- وابستگی به اینترنت: قطعی اینترنت می‌تواند عملکرد را مختل کند.[۱۴]
- امنیت داده‌ها: خطر نشت اطلاعات در صورت ضعف امنیتی.[۱۵]
- هزینه‌های اشتراک: هزینه‌های مستمر ممکن است در بلندمدت افزایش یابد.[۱۶]
- انطباق قانونی: نیاز به سازگاری با قوانین محلی مانند سامانه مودیان ایران.[۱۷]

## کاربردها
نرم‌افزارهای حسابداری آنلاین برای مدیریت فرآیندهایی مانند صدور فاکتور، ثبت درآمدها و هزینه‌ها، مدیریت حقوق و دستمزد، و گزارش‌گیری مالی استفاده می‌شوند. این نرم‌افزارها در زمینه‌های زیر کاربرد دارند:
- کسب‌وکارهای کوچک و استارتاپ‌ها: برای مدیریت ساده مالی.[۱۸]
- خرده‌فروشی و فروشگاه‌های آنلاین: برای یکپارچگی با انبارداری و فروش.[۱۹]
- شرکت‌های خدماتی: برای ردیابی پروژه‌ها و صدور فاکتور.[۲۰]
- سازمان‌های بزرگ: برای مدیریت مالی شعب با دسترسی متمرکز.[۲۱]

در ایران، این نرم‌افزارها با سامانه مودیان مالیاتی همگام شده‌اند و فرآیندهای مالی را خودکار کرده‌اند.

## فناوری‌های مرتبط

### نرم‌افزار به‌عنوان سرویس (SaaS)
نرم‌افزار به عنوان سرویس اجاره نرم‌افزار (SaaS) مدل ارائه نرم‌افزار است که در آن نرم‌افزار روی سرورهای ابری میزبانی می‌شود و کاربران از طریق اینترنت به آن دسترسی دارند. نرم‌افزارهای حسابداری آنلاین معمولاً از این مدل استفاده می‌کنند.

### برنامه‌ریزی منابع سازمانی (ERP)
برنامه‌ریزی منابع سازمانی (ERP) سیستمی جامع برای مدیریت فرآیندهای کسب‌وکار از جمله حسابداری، منابع انسانی، و زنجیره تأمین است. برخی نرم‌افزارهای حسابداری آنلاین قابلیت یکپارچگی با ERP را دارند.

## امنیت و چالش‌ها
امنیت داده‌ها در حسابداری آنلاین حیاتی است. ارائه‌دهندگان معتبر از پروتکل‌های رمزنگاری مانند SSL و استانداردهای بین‌المللی مانند ISO 27001 استفاده می‌کنند. با این حال، خطر حملات سایبری یا نقض داده‌ها وجود دارد. در ایران، انطباق با قوانین مالیاتی و مقابله با قطعی اینترنت از چالش‌های کلیدی است.

## فهرست نرم‌افزارهای مطرح

### نرم‌افزارهای ایرانی
نرم‌افزارهای حسابداری آنلاین ایرانی با نیازهای محلی و قوانین مالیاتی سازگار شده‌اند. جدول زیر برخی از این نرم‌افزارها را معرفی می‌کند:
| نام نرم‌افزار | ویژگی‌ها | مناسب برای                          | منبع   |
| ------------ | --- | ----------------------------------- | ------ |
| چرتکه        | رابط کاربری ساده، اتصال به سامانه مودیان، صدور فاکتور آنلاین، پشتیبانی از چند شعبه، چند کسب‌وکار و گزارش‌گیری مالی. | کسب‌وکارهای کوچک و متوسط، استارتاپ‌ها | [ ۲۷ ] |
| حسابفا       | گزارش‌گیری پیشرفته، مدیریت حقوق و دستمزد، یکپارچگی با فروشگاه آنلاین.                                              | کسب‌وکارهای نوپا، فریلنسرها          | [ ۲۸ ] |
| کلیک         | یکپارچگی با سیستم‌های فروش، مدیریت پروژه، صدور فاکتور.                                                             | شرکت‌های خدماتی                      | [ ۲۹ ] |
| ابرا         | مدیریت مالی و انبارداری، گزارش‌های سفارشی، پشتیبانی چندکاربره.                                                     | کسب‌وکارهای متوسط                    | [ ۳۰ ] |
| ابرآیرون     | ماژول‌های حسابداری، فروش، و انبارداری، مناسب برای فروشگاه‌های زنجیره‌ای.                                             | خرده‌فروشی، فروشگاه‌های آنلاین        | [ ۳۱ ] |
| هوفر         | اتصال به CRM، مدیریت پیشرفته مالی، پشتیبانی از فروشگاه‌های اینترنتی.                                               | شرکت‌های خدماتی، استارتاپ‌ها          | [ ۳۲ ] |
| فینتو        | مدیریت حقوق و دستمزد، گزارش‌گیری مالی، رابط کاربری کاربرپسند.                                                      | کسب‌وکارهای کوچک، فریلنسرها          | [ ۳۳ ] |

### نرم‌افزارهای خارجی
نرم‌افزارهای حسابداری آنلاین جهانی نقش مهمی در توسعه این فناوری داشته‌اند. جدول زیر برخی از نمونه‌های موفق را معرفی می‌کند:
| نام نرم‌افزار | ویژگی‌ها                                                  | مناسب برای                 | منبع   |
| ------------ | -------------------------------------------------------- | -------------------------- | ------ |
| QuickBooks   | مدیریت مالی جامع، یکپارچگی با ERP، گزارش‌گیری پیشرفته.    | کسب‌وکارهای کوچک تا بزرگ    | [ ۳۴ ] |
| Xero         | رابط کاربری ساده، اتصال به بانک‌ها، مدیریت حقوق و دستمزد. | کسب‌وکارهای کوچک، فریلنسرها | [ ۳۵ ] |
| Sage         | حسابداری ابری و نصب‌شونده، مناسب برای شرکت‌های چندملیتی.   | سازمان‌های بزرگ             | [ ۳۶ ] |
| Zoho Books   | مدیریت فاکتور، انبارداری، و گزارش‌گیری، قیمت مقرون‌به‌صرفه. | کسب‌وکارهای کوچک و متوسط    | [ ۳۷ ] |